# Кузь Андрій Миколайович
Андрій Миколайович Кузь (нар. 7 вересня 1964, Калінін) — радянський та український футболіст, що грав на позиції воротаря. Найбільш відомий за виступами у складі донецького «Шахтаря» у вищій лізі чемпіонату СРСР.

## Клубна кар'єра
Андрій Кузь є вихованцем футбольної школи донецького «Шахтаря», а першим його тренером став відомий у минулому футболіст, а пізніше дитячий тренер Петро Андрійович Пономаренко. У 1982 році він став гравцем «Шахтаря», проте грав переважно за дублюючий склад, а в основі зіграв лише 2 матчі в чемпіонаті СРСР у 1983 році. У 1986 році Андрій Кузь перейшов до складу команди другої ліги «Прикарпаття» з Івано-Франківська, де відразу ж став основним воротарем, та з яким у 1987 році став бронзовим призером зонального турніру, що давало титул бронзового призера чемпіонату УРСР.
У 1988 році Андрій Кузь став гравцем іншої команди другої ліги «Новатор» із Жданова, де також був основним воротарем. Проте в 1989 році «Новатор» зайняв останнє місце в зональному турнірі, та вибув з ліги майстрів, і на початку 1990 року Кузь стає гравцем команди буферної зони другої ліги «Кремінь» з Кременчука. Проте в кременчуцькій команді футболіст зіграв лише 3 матчі, та повернувся до складу «Новатора», який грав у аматорській лізі. У 1992 році команда отримує нову назву «Азовець», та стартує в першій українській лізі. Андрій Кузь зіграв у першому чемпіонаті України 6 матчів, які стали останніми для футболіста в професійному футболі. У 1993—1994 роках Андрій Кузь грав у аматорських командах Макіївки.